# ميل ليندكويست
ميل ليندكويست (بالإنجليزية: Mel Lindquist)‏ هو نقاش خشب ‏ وفنان أمريكي، ولد في 5 يوليو 1911 في كينغسبورغ في الولايات المتحدة، وتوفي في 24 نوفمبر 2000 في كوينسي في الولايات المتحدة.